# Vilerna pygmaea
Vilerna pygmaea är en insektsart som först beskrevs av Henri Saussure 1861.  Vilerna pygmaea ingår i släktet Vilerna och familjen gräshoppor. Inga underarter finns listade i Catalogue of Life.